# Státní znak Ázerbájdžánu
Státní znak Ázerbájdžánu je složen z tradičních a moderních symbolů. 
V samém středu znaku je umístěn symbol ohně, což je pradávný symbol Ázerbájdžánské země a pochází z názvu národa.
Barvy užité na znaku jsou převzaty z Ázerbájdžánské vlajky. Tyto barvy tvoří pozadí osmicípé hvězdě, která představuje osm větví Turkických národů.
Na spodu symbolu je stonek pšenice, reprezentující hlavní zemědělskou plodinu země a druhá rostlina na znaku je větvička dubu.

## Historie
První státní znak Ázerbájdžánu (který je shodny se současným znakem) byl užíván v letech 1918–1920, před okupací a připojením k Sovětskému svazu. Poté byly užívány, až do vyhlášení nezávislosti v roce 1991, socialistické symboly v rámci SSSR.

Státní znak Zakavkazské SFR (1922–1936)
Státní znak Ázerbájdžánské SSR (1936–1991)